# Babieniec (potok)
Babieniec – potok, lewy dopływ rzeki Słopniczanka. Wypływa na wschodnich stokach góry Dzielec w Beskidzie Wyspowym. Cała jego zlewnia znajduje się w obrębie wsi Słopnice w województwie małopolskim, w powiecie limanowskim, w gminie Słopnice.
Babieniec wypływa w porośniętym lasem leju źródliskowym na wysokości około 700 m. Spływa w kierunku północno-wschodnim. Po opuszczeniu lasu przepływa przez pola uprawne i w zabudowanym rejonie osiedla Giemziki uchodzi do Słopniczanki. Następuje to na wysokości około 515 m.
Brzegi jego koryta na całej długości porośnięte są drzewami. Zlewnia to głównie niezabudowane obszary lasu i pól uprawnych, zabudowany jest tylko rejon ujścia potoku. Deniwelacja potoku wynosi 185 m, średni spadek 13,8%. Nie ma żadnego dopływu.